# André Larroche
Pour les articles homonymes, voir Larroche.
 (février 2023).
Si vous disposez d'ouvrages ou d'articles de référence ou si vous connaissez des sites web de qualité traitant du thème abordé ici, merci de compléter l'article en donnant les références utiles à sa vérifiabilité et en les liant à la section « Notes et références ».
Pas d'image ? Cliquez ici

a Compétitions nationales et continentales officielles uniquement.

André Larroche, né le 18 mai 1911 à Biganos (Gironde) et mort le 13 juin 1981 à Andernos-les-Bains (Gironde), est un joueur français de rugby à XV et de rugby à XIII évoluant au poste de pilier dans les années 1930.
Sa carrière sportive est composée de deux phases. La première se déroule au club de rugby à XV du RC Narbonne, où il y est basé pour son service militaire, au début des années 1930 avec lequel André Larroche dispute la finale du Championnat de France de rugby à XV en 1933 en compagnie de Joseph Choy perdue 3 à 10 contre le Lyon OU. Il change de code de rugby pour du rugby à XIII en 1936 et joue durant trois saisons à Bordeaux XIII remportant le Championnat de France en 1937 aux côtés de Marcel Nourrit, Henri Mounès, Marcel Villafranca, Raoul Bonamy et Louie Brown.

## Biographie
André Larroche naît le 18 mai 1911 à Biganos dans le département de la Gironde.
Il meurt le 13 juin 1981 à Andernos-les-Bains.

## Palmarès

### Rugby à XV
- Collectif :
  - Finaliste du Championnat de France : 1933 (RC Narbonne).

### Rugby à XIII
- Collectif :
  - Vainqueur du Championnat de France : 1937 (Bordeaux).

#### Statistiques
| Saison    | Saison   | Championnat           | Championnat | Coupe           | Coupe      |
| Saison    | Saison   | Comp.                 | Class.      | Comp.           | Class.     |
| --------- | -------- | --------------------- | ----------- | --------------- | ---------- |
| 1936-1937 | Bordeaux | Championnat de France | Vainqueur   | Coupe de France | 1/2 finale |
| 1937-1938 | Bordeaux | Championnat de France | 1/2 finale  | Coupe de France | 1/4 finale |
| 1938-1939 | Bordeaux | Championnat de France | 1/2 finale  | Coupe de France | 1/2 finale |